# Tuiskukivalo
Tuiskukivalo är en kulle i Finland.   Den ligger i den ekonomiska regionen  Rovaniemi ekonomiska region  och landskapet Lappland, i den norra delen av landet, 700 km norr om huvudstaden Helsingfors. Toppen på Tuiskukivalo är 211 meter över havet.
Terrängen runt Tuiskukivalo är huvudsakligen platt.  Trakten runt Tuiskukivalo är nära nog obefolkad, med mindre än två invånare per kvadratkilometer.